# Związek Wyborców Południowego Szlezwiku
Związek Wyborców Południowego Szlezwiku (niem. Südschleswigscher Wählerverband, duń. Sydslesvigsk Vælgerforening, płnfryz. Söödschlaswiksche Wäälerferbånd, SSW) – niemiecka regionalna partia polityczna działająca w Szlezwiku-Holsztynie. Partia należy do Wolnego Sojuszu Europejskiego
Ugrupowanie reprezentuje Duńczyków zamieszkujących południową (niemiecką) część Szlezwiku, a także Fryzów. Partia powstała w 1948. W latach 1949–1953 była reprezentowana w Bundestagu przez Hermanna Clausena.
W pierwszych wyborach do landtagu w 1947 lista mniejszości (jako Südschleswigscher Verein) wprowadziła 6 posłów. W 1950 SSW otrzymała 4 mandaty. W 1954 partia utraciła swoją reprezentację poselską. Od wyborów w 1962 do wyborów w 1992 uzyskiwała po 1 miejscu w landtagu. Od 1996 jej reprezentacja wynosi od 2 do 4 posłów. W 2012 Anke Spoorendonk została pierwszym przedstawicielem związku w rządzie Szlezwiku-Holsztyna w ramach koalicji SSW z Socjaldemokratyczną Partią Niemiec i Zielonymi.
Od pierwszej połowy lat 60. partia nie uczestniczyła w wyborach federalnych. W 2020 podjęła decyzję o wystartowaniu do Bundestagu w 2021. W wyniku tych wyborów uzyskała 1 mandat poselski w niższej izbie federalnego parlamentu. Utrzymała go także w kolejnych wyborach z 2025.